# IC 1132
IC 1132 је спирална галаксија у сазвјежђу Змија која се налази на листи објеката дубоког неба у Индекс каталогу.
Деклинација објекта је + 20° 40' 49" а ректасцензија 15h 40m 6,7s. Привидна величина (магнитуда) објекта IC 1132 износи 13,6 а фотографска магнитуда 14,3. IC 1132 је још познат и под ознакама UGC 9965, MCG 4-37-20, CGCG 136-49, IRAS 15378+2050, PGC 55750.